# جون (کارگردان)
جون (انگلیسی: Joone؛ زادهٔ ح. ۱۹۶۹ (۵۵–۵۶ سال) یک عکاس، کارگردان و تهیه‌کننده پورنو آمریکایی است. وی برای کارگردانی فیلم‌های پورن، دو بار برنده جایزه ای‌وی‌ان شد. در سال ۱۹۹۳، جون استودیوی فیلم Digital Playground را تأسیس کرد وتا سال ۲۰۱۲ مالک آن بود.

## جوایز
- ۲۰۰۶ برنده جایزه ای‌وی‌ان - بهترین کارگردان، فیلم (دزدان دریایی)[۶]
- ۲۰۰۶ برنده جایزه جایزه ایکس‌آرسی‌او - بهترین کارگردان[۷]
- ۲۰۰۹ برنده جایزه ای‌وی‌ان - بهترین کارگردان، ویژگی (دزدان دریایی ۲: انتقام استاگنتی)[۸]
- ۲۰۰۹ برنده جایزه ای‌وی‌ان - بهترین فیلمنامه (دزدان دریایی دوم) با ماکس ماسیمو[۸]
- ۲۰۰۹ برنده جایزه ای‌وی‌ان - بهترین فیلمبرداری (دزدان دریایی ۲: انتقام استاگنتی) با الیور هنری[۸]
- ۲۰۰۹ برنده جوایز اروتیک‌لاین - بهترین کارگردان ایالات متحده[۹]
- ۲۰۰۹ برنده جایزه هات طلا - بهترین فیلمنامه آمریکایی (دزدان دریایی ۲: انتقام استاگنتی)[۱۰]
- ۲۰۰۹ برنده جوایز هات طلا - بهترین فیلم آمریکایی (دزدان دریایی ۲: انتقام استاگنتی)[۱۱]